# Noma (Florida)
Noma es un pueblo ubicado en el condado de Holmes en el estado estadounidense de Florida. En el Censo de 2010 tenía una población de 211 habitantes y una densidad poblacional de 76,42 personas por km².

## Geografía
Noma se encuentra ubicado en las coordenadas 30°58′39″N 85°37′14″O / 30.97750, -85.62056. Según la Oficina del Censo de los Estados Unidos, Noma tiene una superficie total de 2.76 km², de la cual 2.69 km² corresponden a tierra firme y (2.44%) 0.07 km² es agua.

## Demografía
Según el censo de 2010, había 211 personas residiendo en Noma. La densidad de población era de 76,42 hab./km². De los 211 habitantes, Noma estaba compuesto por el 77.73% blancos, el 21.33% eran afroamericanos, el 0% eran amerindios, el 0% eran asiáticos, el 0% eran isleños del Pacífico, el 0% eran de otras razas y el 0.95% pertenecían a dos o más razas. Del total de la población el 0% eran hispanos o latinos de cualquier raza.